# فرودگاه لکهیل
فرودگاه لکهیل  (به انگلیسی: Lakehill Airport) یک فرودگاه همگانی بهره‌برداری هوایی است که یک باند فرود چمن دارد و طول باند آن ۸۶۹ متر است. این فرودگاه در کشور ایالات متحده آمریکا قرار دارد و در ارتفاع ۳۱۴ متری از سطح دریا واقع شده است.